# Jiří Hudec (compositeur)
Jiří Hudec, né le 31 août 1923 à Brno en Moravie – mort le 28 juillet 1996, est un compositeur, chef d'orchestre, arrangeur et organiste tchèque.

## Biographie
Hudec étudie l'orgue au conservatoire d'État de Brno auprès de F. Michálek. Il étudie par ailleurs la composition musicale avec Vilém Petrželka et la direction d'orchestre avec Antonín Balatka. De 1944 à 1946, il étudie également le piano en cours privés auprès de Ludvík Kundera. Il continue plus tard ses études de direction à l'Académie Janáček des arts musicaux. De 1953 à 1972, il est chef de l'orchestre symphonique Czech broadcasting studio Brno (BERO). À partir de 1971 il travaille comme directeur de radio de musique de chambre et symphonique à Brno.
Sa plus grande réussite est la promotion du répertoire des compositeurs moraves et slovaques à la radio. Il écrit la musique de 15 films et plus de 150 compositions pour des orchestres de radio. La majorité de ses compositions sont orchestrales 
mais aussi beaucoup pour orchestre d'harmonie. Ses compositions sont souvent fondées sur le folklore et les chants de la région de Moravie.
Le fils de Hudec est un contrebassiste bien connu, professeur à l'Académie tchèque des arts musicaux, membre de l'Orchestre philharmonique tchèque et fellow du Royal Northern College of Music.

## Compositions (sélection)
Musique orchestrale
- 1969 : Drei Stilisierte Polkas im Volkston[3]
- 1969 : Ricochet-Polka. Lustige Polka[3]
- 1970 : Poetická polka (Polka poétique)
- 1972 : Malé finale (Petite Finale)
- 1973 : Quasi gallop
- 1979 : Kaleidoskop, Ouverture
- 1980 : Zpod Javoriny, Dance Fantasy on Moravian Themes from Kopanice
- 1981 : Humoreska
- 1983 : České tance (Danses tchèques), Suite
  - Polka en sol mineur
- 1986 : Koncertní valčík (Valse de concert)
- 1986 : Podzimní Meditace (Méditation automnale)
- 1986 : Tempo-tempo, Galop
- 1988 : Scherzo enmi
- 1989 : Příhoda z léta (C'est arrivé en été)
- Obrázky z dovolené (Images de vacances), Suite pour orchestre de chambre
- Der Zerrspiegel[4]

Orchestre pour instruments à vent
- 1971 : Fox, Polka pour 4 clarinettes et orchestre à vents
- 1973 : Dupák, Danse tchèque
- 1973 : Pestrá paleta (une grande variété), Ouverture
- 1982 : Lyrické intermezzo (Intermezzo lyrique)
- Česká předehra (Ouverture tchèque)
- Drei Schnapsgläser
- Moravské intermezzo (Intermezzo morave)

Concertante
- 1969 : Triangolo: Polka-Groteske pour triangle et orchestre[3]
- 1980 : Uspávanka pro Martinku (Berceuse pour Martinek) pour alto et orchestre
- 1981 : Burleska pour contrebasse et orchestre[3]
- Ein Verliebter Timpanist: Polka-Groteske pour timbales et orchestre

Musique de chambre
- 1988 : 4 Duettini pour hautbois (ou trompette) et basson (ou trombone)
- 4 Miniatures pour trio à vents
- Rapsodia per Quattro pour 3 clarinettes et clarinette basse (ou basson)